# Грыфинский повет
Грыфинский повет (пол. Powiat gryfiński) — повет (район) в Польше, входит как административная единица в Западно-Поморское воеводство. Центр повета — город Грыфино. Занимает площадь 1869,54 км². Население — 83 461 человек (на 31 декабря 2015 года).

## Административное деление
- города: Цедыня, Хойна, Грыфино, Мешковице, Морынь, Тшциньско-Здруй
- городско-сельские гмины: Гмина Цедыня, Гмина Хойна, Гмина Грыфино, Гмина Мешковице, Гмина Морынь, Гмина Тшциньско-Здруй
- сельские гмины: Гмина Бане, Гмина Старе-Чарново, Гмина Видухова

## Демография
Население повета дано на 31 декабря 2015 года.
| Перепись            | Всего | Мужчины | Женщины |
| ------------------- | ----- | ------- | ------- |
| Всего               | 83461 | 41348   | 42113   |
| Городское население | 38108 | 18494   | 19614   |
| Сельское население  | 45353 | 22854   | 22499   |